# Ortegia
Ortegia és un gènere de plantes endèmic de la regió mediterrània que té unes quatre espècies pertany a la família Cariofillaceae.

## Taxonomia
- Ortegia dichotoma L.
- Ortegia hispanica L.